# Дилемма (фильм, 2011)
«Дилемма» (англ. The Dilemma) — комедийная драма Рона Ховарда с Винсом Воном в главной роли. Фильм вышел на экраны кинотеатров 14 января 2011 года и, несмотря на именитого режиссёра и звёздный состав, не получил широкого признания.

## Сюжет
Лучшие друзья Ронни (Винс Вон) и Ник (Кевин Джеймс) стремятся получить заказ «Крайслер» на разработку многолитровых гибридов «Dodge». Ронни видит семейное счастье Ника и его жены Женевы (Вайнона Райдер), и решает сделать предложение своей девушке Бет (Дженнифер Коннелли). Выбирая место для предложения, он видит Женеву и её любовника, молодого красавчика Зипа (Ченнинг Татум). Ронни опасается, что Ник, разрабатывающий автомобиль в цейтноте, возненавидит его за плохую весть и провалит проект, а потому не сообщает об увиденном. В то же время он пытается заставить Женеву самой признаться в измене, но та отказывается и грозит, что расскажет об их сексе в студенческие годы. Озадаченный Ронни пытается найти выход и даже ввязывается в драку с Зипом. Бет решает, что запойный игрок Ронни снова сорвался, и собирает друзей и принятого за букмекера Зипа для групповой психотерапии.

## В ролях
| Актёр              | Роль                        |
| ------------------ | --------------------------- |
| Винс Вон           | Ронни Валентайн             |
| Кевин Джеймс       | Ник Бреннен                 |
| Вайнона Райдер     | Женева                      |
| Дженнифер Коннелли | Бет                         |
| Ченнинг Татум      | Зип                         |
| Куин Латифа        | Сьюзан Уорнер               |
| Челси Росс         | Томас Ферн                  |
| Эми Мортон         | Дайана Татин                |
| Талула Райли       | Модель                      |
| Клинт Ховард       | работник ботанического сада |

## Критика
Фильм не сумел окупиться в прокате, при бюджете в 70 миллионов долларов собрав 67, в том числе 48,5 в США. Он получил в основном негативные отзывы, всего 21 % положительных рецензий на Rotten Tomatoes. Отмечается, что Ховарду не удалось успешно скрестить комедию с драмой.
Бетси Шарки из Los Angeles Times написала: «„Дилемма“ лучше всего создает платформу для Вона, чтобы он мог перетащить своего культового персонажа в полноценную взрослую жизнь». Джастин Чанг из Variety написал: «Не особенно смешной фильм. Действительно, истинная дилемма этой комедии заключается в замешательстве создателей фильма относительно того, делают ли они броманс, или показывают испорченные отношения». Дэвид Эдельштейн из New York Magazine писал: «Возможно, покойный Блейк Эдвардс мог бы найти баланс между фарсом и психодрамой, но Рон Ховард не может правильно подобрать темп, а сценарий Аллана Лоэба еще более многословен, чем тот, который он написал для фильма „Уолл-стрит: Деньги не спят“».